# Andy Turner
Andrew Steven Malcolm (Andy) Turner (Nottingham, 19 september 1980) is een voormalige Britse atleet, die gespecialiseerd was in het hordelopen. Hiernaast kwam hij zo nu en dan ook uit op de sprint en het verspringen. Hij nam tweemaal deel aan de Olympische Spelen, maar won hierbij geen medailles. Zijn grootste succes boekte hij op de Europese kampioenschappen van 2010 in Barcelona, waar hij de titel op de 110 m horden voor zich opeiste.

## Biografie

### Eerste EK: brons
Turner nam in 2004 deel aan de Olympische Spelen van Athene, maar slaagde er niet in door de voorrondes heen te komen. Op de Gemenebestspelen van 2006 werd hij derde op de 110 m horden in 13,62 s. In 2006 won hij een bronzen medaille op de Europese kampioenschappen in Göteborg. Met een tijd van 13,52 eindigde hij achter de Let Staņislavs Olijars (goud; 13,24) en de Duitser Thomas Blaschek (zilver; 13,46).
Het jaar 2007 begon hij met een vierde plaats op de Europese indoorkampioenschappen. Zijn persoonlijk record van 13,27 op de 110 m horden liep hij dat jaar op de wereldkampioenschappen in Osaka, maar miste hiermee desondanks de finale met 0,05 seconde.
In 2008 vertegenwoordigde Andy Turner Groot-Brittannië op de Olympische Spelen van Peking. Bij zijn tweede olympische deelname sneuvelde hij met een tijd van 13,53 in de kwartfinale.
Het jaar erop won hij tijdens de FBK Games de 110 m horden in 13,30 en kwam hiermee dicht in de buurt van zijn persoonlijk record. Op de WK in Berlijn bleef hij daar enkele maanden later met zijn 13,73 een behoorlijk eind vandaan. Hij kwam er dan ook niet verder mee dan een vijfde plaats in zijn serie 110 m horden.

### Tweede EK: goud
In 2010 kende Turner een veel degelijker voorbereiding op de EK in Barcelona, eind juli. Bij de FBK Games in Hengelo liep hij, ondanks de kille, regenachtige omstandigheden, naar een veelbelovende 13,34, waarna hij bij verschillende wedstrijden in de nieuwe Diamond League serie acte de présence gaf. Hierbij liet hij in Lausanne een beste seizoentijd noteren van 13,30.
In Barcelona won Turner op de 110 m horden eerst zijn serie in 13,48, werd vervolgens in zijn halve finale tweede achter de Tsjech Petr Svoboda (tijden: 13,44 om 13,50) en leek in de finale opnieuw achter Svoboda te zullen eindigen. Totdat die op de zevende horde een kostbare fout maakte, waardoor de Tsjech geheel buiten de medailles op een zevende plaats terechtkwam. Turner daarentegen volbracht zijn race foutloos en realiseerde met een winnende 13,28 zijn op-één-na beste prestatie ooit.
In 2014 maakte Turner tijdens de EK in Zürich bekend, dat hij had besloten om aan het eind van dat jaar te stoppen met de atletieksport.
Andy Turner was aangesloten bij de Notts Athletic Club.

## Titels
- Europees kampioen 110 m horden - 2010
- Gemenebestkampioen 110 m horden - 2010
- Brits kampioen 110 m horden - 2006, 2007, 2008, 2009
- Brits indoorkampioen 60 m horden - 2006, 2007

## Persoonlijke records
Outdoor
| Onderdeel    | Prestatie          | Datum        | Plaats     |
| ------------ | ------------------ | ------------ | ---------- |
| 100 m        | 10,39 s (+0,9 m/s) | 30 juli 2011 | Birmingham |
| 200 m        | 20,93 s (+1,6 m/s) | 30 juli 2011 | Birmingham |
| 110 m horden | 13,22 s (+1,0 m/s) | 30 juni 2011 | Lausanne   |

Indoor
| Onderdeel   | Prestatie | Datum            | Plaats     |
| ----------- | --------- | ---------------- | ---------- |
| 60 m        | 6,79 s    | 25 februari 2009 | Pireás     |
| 200 m       | 20,90 s   | 13 februari 2011 | Sheffield  |
| 400 m       | 49,17 s   | 7 januari 2011   | Birmingham |
| 50 m horden | 6,65 s    | 21 februari 2008 | Stockholm  |
| 60 m horden | 7,55 s    | 11 februari 2007 | Sheffield  |

## Palmares

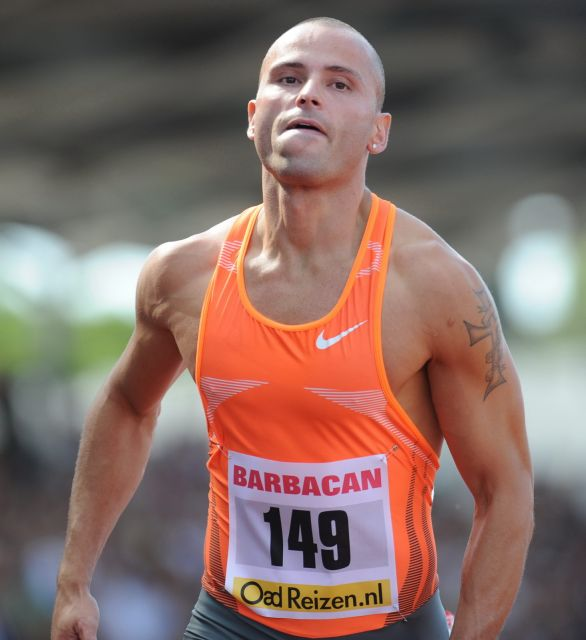
Andy Turner tijdens de FBK Games 2009.

### 60 m horden
- 2005:  Britse indoorkamp. - 7,82 s
- 2006:  Britse indoorkamp. - 7,70 s
- 2007: 4e EK indoor - 7,67 s
- 2009: 4e EK indoor - 7,62 s

### 110 m horden
Kampioenschappen
- 2003: 5e Europacup - 13,71 s
- 2003:  Britse kamp. - 13,85 s
- 2005:  Britse kamp. - 13,78 s
- 2006:  FBK Games - 13,61 s
- 2006:  Britse kamp. - 13,24 s (+RW)
- 2006:  EK - 13,52 s
- 2006:  Europacup Super League - 13,47 s
- 2006:  Gemenebestspelen - 13,62 s
- 2007:  FBK Games - 13,47 s
- 2007:  Britse kamp. - 13,54 s
- 2008:  Britse kamp. - 13,58 s
- 2008: 7e Wereldatletiekfinale - 13,68 s
- 2009:  FBK Games - 13,30 s
- 2009:  SPAR EK team - 13,42 s
- 2009:  Britse kamp. - 13,47 s
- 2009: 5e in serie WK - 13,73 s
- 2009: 5e Wereldatletiekfinale - 13,57 s
- 2010:  FBK Games - 13,34 s
- 2010:  Britse kamp. - 13,48 s
- 2010:  EK - 13,28 s
- 2010:  Gemenebestspelen - 13,38 s
- 2011:  WK - 13,44 s
- 2012:  Britse kamp. - 13,52 s

Golden League-podiumplekken
- 2009:  Bislett Games – 13,44 s

Diamond League-podiumplekken
- 2010:  British Grand Prix – 13,41 s